# Liparis beckeri
Liparis beckeri är en orkidéart som beskrevs av Ruy José Válka Alves. Liparis beckeri ingår i släktet gulyxnen, och familjen orkidéer. Inga underarter finns listade i Catalogue of Life.